# Neodiplothele
Neodiplothele là một chi nhện trong họ Barychelidae.

## Các loài
Het geslacht kent de volgende soorten:
- Neodiplothele fluminensis Mello-Leitão, 1924
- Neodiplothele irregularis Mello-Leitão, 1917
- Neodiplothele leonardosi Mello-Leitão, 1939
- Neodiplothele picta Vellard, 1924